# 獨立大道 (明斯克)
獨立大道是白俄羅斯首都明斯克的主幹道。獨立大道自北至東橫貫明斯克市中心，長度約15公里。聖三一教堂，勝利廣場，克格勃總部，雅克布·科拉斯廣場等明斯克的地標建築都位於獨立大道。2004年，獨立大道被列入世界文化遺產预备名录。